# (136824) Nonamikeiko
(136824) Nonamikeiko est un astéroïde de la ceinture principale.

## Description
(136824) Nonamikeiko est un astéroïde de la ceinture principale. Il fut découvert le 8 septembre 1997 à Yatsuka (en) par Hiroshi Abe. Il présente une orbite caractérisée par un demi-grand axe de 2,71 UA, une excentricité de 0,18 et une inclinaison de 4,0° par rapport à l'écliptique.

## Compléments